# 洛韋峰
81°40′S 161°22′E / 81.667°S 161.367°E
洛韋峰（Lowe Peak），是南極洲的山峰，位於沙克爾頓海岸，處於科爾普山西南面5公里的納什山脈西北端，海拔高度1,060米，現時由南極條約體系管理。